# Bellum Siculum
Bellum Siculum (latinsko za "Sicilska vojna") je bila državljanska vojna v Antičnem Rimu, ki je potekala med letoma 42 pr. n. št. in 36 pr. n. št. med silami Drugega triumvirata in Sekstom Pompejem, zadnjim preživelim sinom Pompeja Velikega in zadnjim vodjo frakcije Optimatov. Vojna je obsegala predvsem številne pomorske bitke po Sredozemskem morju in kopensko kampanjo predvsem na Siciliji, ki se je na koncu končala z zmago Triumvirata in smrtjo Seksta Pompeja. Konflikt je pomemben kot zadnji odpor organizirane opozicije Triumviratu.
Rezultat vojne je rešil vprašanje ali je mogoče obrniti politično prevlado avtokratskih triumvirjev, s čimer so se končale vsa upanja za obnovo ustavne vlade Rimske republike. Vendar pa je vojna privedla tudi do razpada samega Drugega triumvirata, saj je Oktavijan izkoristil nezadovoljstvo v taboru Lepida, da bi odrinil svojega partnerja, s čimer sta ostala Oktavijan in Mark Antonij kot edina vladarja rimskega sveta in postavila temelje za bitko pri Akciju.

## Kontekst
Sekstov oče, Pompej, je bil dolgoletni sovražnik Julija Cezarja in to sovraštvo je končno izbruhnilo leta 49 pr. n. št. z začetkom Cezarjeve državljanske vojne. Pompeja so usmrtili leta 48 pr. n. št. Egipčani, vendar sta Sekst in njegov brat, Gnej Pompej Magnus, nadaljevala boj do leta 45 pr. n. št., ko je bilo jasno, da je Cezar zmagovalec. Po bitki pri Mundi so Sekstovega brata izsledili in umrl je v boju, vendar je Sekst sam pobegnil na Sicilijo in se nekaj časa držal v ozadju.
Ko je bil Julij Cezar umorjen 15. marca 44 pr. n. št., je bilo Sekstovo ime uvrščeno na seznam za proskripcijo, ki so ga sestavili Mark Emilij Lepid, Mark Antonij in Oktavijan, člani Drugega triumvirata. Tisti, katerih imena so bila na seznamu, so bili tarča smrti in zaplembe njihovega premoženja. Proskripcija ni bila namenjena le polnjenju zakladnice, temveč tudi pomoči v vojni Drugega triumvirata proti Brutu in Kasiju in je vključevala vse druge Cezarjeve sovražnike in njihove sorodnike.

## Zgodnje zmage
Ko je Sekst našel svoje ime na tem seznamu, se je odločil nadaljevati tam, kjer je končal njegov oče. Za svojo bazo je izbral Sicilijo in zavzel več mest, vključno z Tindarisom, Mylaejem]] in glavno mesto province Messino. Druga mesta, kot so Sirakuze, so se vdala Sekstovi vstaji in se pridružila njegovim silam. Sekst je kmalu postal resna sila v državljanski vojni po Cezarjevi smrti. Zbral je mogočno vojsko in veliko floto bojnih ladij. Mnogi sužnji in prijatelji njegovega očeta ter ostanki frakcije Optimatov so se pridružili njegovi stvari, v upanju, da bodo ohranili Rimsko republiko, ki se je hitro spreminjala v avtokratski imperij. Množice sužnjev, ki so se pridružile Sekstu, so pogosto prihajale iz vil patricijev in ta dezertacija je Rimljane tako prizadela, da so Vestalke molile, naj se ustavi.
S svojo veliko floto ladij, ki so jih upravljali sicilijanski marinci in jim poveljevali sposobni admirali, kot so Menas, Menekrat in Demochares, je Sekst ustavil vse pošiljke (še posebej žito) v Rim in blokiral Italijo, da bi onemogočil trgovino z drugimi narodi po morju. Ta blokada je močno ohromila rimska vojsko in tudi celotni Apeninski polotok. Končno, ko so rimski ljudje začeli izgrede, so se člani Triumvirata odločili priznati Seksta za vladarja Sardinije, Korzike in Sicilije, dokler se je strinjal, da bo končal blokado in ponovno začel pošiljati pošiljke žita. Sekst se je strinjal in se tudi strinjal, da bo prenehal sprejemati pobegle sužnje v svojo vojsko. Ta pogodba se je imenovala Pakt iz Misenuma po Misenumu, kjer je bila izpogajana.

## Glavni boji
Leta 42 pr. n. št. je Triumvirat premagal Bruta in Kasija v Bitka pri Filipih. Ko je bila blokada končana (po kratkem in nestabilnem miru), so Triumvirat, še posebej Oktavijan in njegov desna roka Mark Vipsanij Agripa, lahko usmerili svoje energije na Seksta in začeli agresivno ofenzivo. Oktavijan je poskušal napasti Sicilijo leta 38 pr. n. št., vendar so bile ladje prisiljene vrniti se zaradi slabega vremena.
Agripa je presekal del Via Ercolana in izkopal kanal, da bi povezal Lucrinsko jezero z morjem, da bi ga spremenil v pristanišče, imenovano Portus Julius. Novo pristanišče je bilo uporabljeno za urjenje ladij za pomorske bitke. Zgrajena je bila nova flota, z 20.000 veslači, zbranimi z osvoboditvijo sužnjev. Nove ladje so bile zgrajene veliko večje, da bi lahko prevažale veliko več pomorskih pehotnih enot, ki so se urile hkrati. Poleg tega je Antonij zamenjal 20.000 legionarjev za svojo partsko kampanjo s 120 ladjami, pod poveljstvom Tita Statilija Tavra (konzul 37 pr. n. št.). Julija 36 pr. n. št. sta dve floti odpluli iz Italije in druga flota, ki jo je zagotovil tretji triumvir Mark Emilij Lepid, je odplula iz Afrike, da bi napadla Sekstovo trdnjavo na Siciliji.
Avgusta 36 pr. n. št. je Agripa končno uspel premagati Seksta v pomorski bitki blizu Mil (današnji Milazzo); istega meseca je bil Oktavijan poražen in resno ranjen v bitki blizu Taormina.
Pri Navlohu se je Agripa srečal s Sekstovo floto. Obe floti sta bili sestavljeni iz 300 ladij, vse z artilerijo, vendar je Agripa poveljeval težjim enotam, oboroženim s harpaksom in korvusom. Agripa je uspel blokirati bolje manevrirne Sekstove ladje in po dolgem in krvavem boju premagati svojega sovražnika. Agripa je izgubil tri ladje, medtem ko je bilo 28 Sekstovih ladij potopljenih, 17 jih je pobegnilo, ostale pa so bile požgane ali zajete. Medtem je Lepid uspel izkrcati večino svoje vojske in opustošil sicilijansko podeželje.
Ubitih je bilo približno 200.000 mož in 1.000 vojnih ladij je bilo  uničenih v bojih, ki so sledili, pri čemer je veliko žrtev utrpela predvsem vojska in mornarica Seksta. Posebej sta bila prizadeta Tindaris in Mesina, območje med njima pa je bilo opustošeno.

## Posledice
Leta 36 pr. n. št. je Sekst pobegnil s Sicilije (s čimer se je vojna dejansko končala) v Milet, kjer ga je leta 35 pr. n. št. ujel in usmrtil Mark Titius, eden od privržencev Marka Antonija, brez sojenja. To je bilo nezakonito, saj je bil rimski državljan in je bil zato upravičen do sojenja. To zlorabo je Oktavijan izkoristil, ko so se odnosi med njim in Markom Antonijem zaostrili.
Končni konec pompejanske odpornosti je takoj poudaril naraščajoče nezaupanje med triumvirji. Ko je Oktavijan obiskal Lepidov tabor in so ga vojaki pozdravili kot sina Cezarja, je Lepid naredil slabo presojo in poskušal izgnati svojega gosta izven meja tabora. To je povzročilo, da je velik del Lepidove vojske prebegnil na Oktavijanovo stran in Oktavijanu dalo izgovor, ki ga je potreboval, da je Lepida popolnoma odrinil. Oktavijan je Lepida obtožil uzurpacije oblasti na Siciliji in poskusa upora. Lepid je bil prisiljen se podrediti, bil je izgnan v Circeii in so mu odvzeli vse položaje razen položaja Pontifex maximus. Njegove nekdanje province je zasegel Oktavijan.
Velik del obsežnih kmetijskih zemljišč na Siciliji je bil bodisi uničen bodisi zapuščen, in velik del te zemlje je bil vzet in razdeljen članom legij, ki so se borile na Siciliji. To je doseglo dvoje: služilo je za zapolnitev Sicilije z zvestimi, hvaležnimi prebivalci in obljubljalo je vrnitev nekdanje produktivnosti Sicilije.
30.000 sužnjev je bilo ujetih in vrnjenih svojim gospodarjem, medtem ko je bilo še 6.000 nabodenih na lesene kole kot zgled.